# エルンスト・アウグスト (ハノーファー王太子)
エルンスト・アウグスト・フォン・ハノーファー（ドイツ語: Ernst August von Hannover, 1845年9月21日 - 1923年11月14日）は、ハノーファー王国の王族。

## 生涯
1845年、ハノーファー王太子ゲオルクとその妃のザクセン＝アルテンブルク公女マリーの間に長男（第2子）としてハノーファーの旧宮殿で生まれた。1851年に父が即位（ゲオルク5世）すると王太子に立てられた。1866年に普墺戦争が起こるとハノーファーはオーストリア方につき、エルンスト・アウグストも参戦したが、オーストリア側の敗戦によりハノーファーはプロイセンに併合されてゲオルク5世は廃位され、エルンスト・アウグストも王太子の身分を失った。1878年に父が歿すると、名目的な国王「エルンスト・アウグスト2世」（ドイツ語: Ernst August II）となった。
1884年、遠戚に当たるブラウンシュヴァイク公ヴィルヘルムが死去した。エルンスト・アウグスト2世は血縁を根拠にブラウンシュヴァイクの公位継承権を主張したが、帝国議会はブラウンシュヴァイク公位を空位とし、公国には摂政が置かれた。1913年、交渉の結果エルンスト・アウグスト2世は公位継承権を放棄し、三男のエルンスト・アウグストがドイツ皇帝ヴィルヘルム2世の王女ヴィクトリア・ルイーゼと結婚してブラウンシュヴァイク公に即位することとなった。
第一次世界大戦でドイツとイギリスが敵対することになると、称号剥奪法に基づいてイギリス王族の身分とカンバーランド＝テヴィオットデイル公爵の称号を剥奪された。
1923年、居城としていたグムンデンのクンバーラント城で死去した。

## 結婚と子女
1878年12月21日にクリスチャンスボー城でデンマーク王クリスチャン9世の第3王女テューラ（ティーラ）と結婚した。ティーラとの間には以下の3男3女を儲けた。
- マリア・ルイーゼ・ヴィクトリア・カロリーネ・アメリア・アレクサンドラ・アウグステ・フリーデリケ（1879年 - 1948年） - バーデン大公子マクシミリアン妃
- ゲオルク・ヴィルヘルム・クリスティアン・アルベルト・エトヴァルト・アレクサンダー・フリードリヒ・ヴァルデマール・エルンスト・アドルフ（1880年 - 1912年）
- アレクサンドラ・ルイーゼ・マリー・オルガ・エリーザベト・テレーゼ・ヴェラ（1882年 - 1962年） - メクレンブルク＝シュヴェリーン大公フリードリヒ・フランツ4世妃
- オルガ・アーデルハイト・ルイーゼ・マリー・アレクサンドリーネ・アグネス（英語版）（1884年 - 1958年）
- クリスティアン・フリードリヒ・ヴィルヘルム・ゲオルク・ペーター・ヴァルデマール（1885年 - 1901年）
- エルンスト・アウグスト・クリスティアン・ゲオルク（1887年 - 1953年） - ブラウンシュヴァイク公

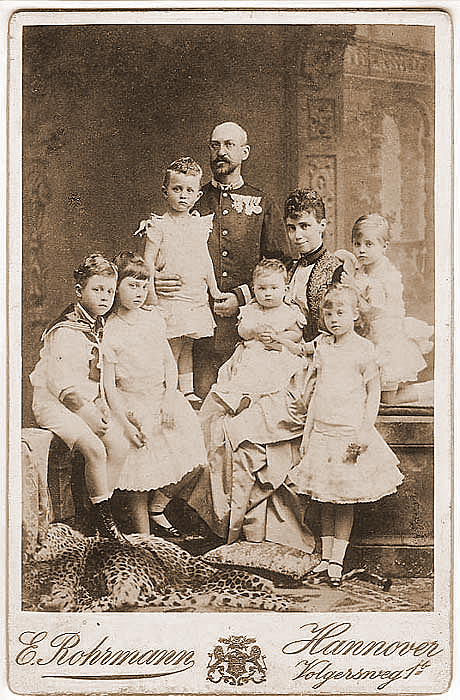
エルンスト・アウグスト2世と家族